# Rio Anapu
O rio Anapu é um curso d'água brasileiro, localizado no estado do Pará. É um afluente do rio Pará.

## Etimologia e folclore
O nome provém do tupi anã, que significa forte, grosso e pu, ruído: "ruído forte". Acredita-se o nome se deve ao barulho produzido pelo volume d'água do rio.
Em dezembro de 2023 uma agitação incomum no rio foi testemunhada, fazendo com que os ribeirinhos atribuíssem o barulho ao despertar da Cobra Grande, ser místico que habitaria os subterrâneos de Belém.

## Descrição
Sobre ele registrou Paul Le Cointe, em 1945 (com atualização ortográfica): "Nasce na Serra dos Carajás; no seu curso inferior, recebendo, à esquerda, o rio Pracupy, alarga-se em comprida baía do mesmo nome, seguida da Baía de Caxiúna e, dobrando para leste, desemboca na extremidade NW da Baía de Portel, em cuja margem direita, logo na entrada, está a vila de Portel. É navegável desde sua foz até a confluência do rio Tueré, afLuente da margem direita, numa distância de 140 km. No seu curso médio, o rio Anapu tem grandes e numerosas cachoeiras; sua extensão total é calculada em 627 km. Rico em castanhais e seringais.
É cortado pela rodovia Transamazônica, onde uma ponte faculta a travessia. Na área do Baixo Rio Anapu está localizada uma das maiores áreas de proteção ambiental do estado paraense, a Floresta Nacional de Caxiuanã.